# Chibchea silvae
Chibchea silvae är en spindelart som beskrevs av Huber 2000. Chibchea silvae ingår i släktet Chibchea och familjen dallerspindlar.
Artens utbredningsområde är Peru. Inga underarter finns listade i Catalogue of Life.